# Hubert und Muzo
Hubert und Muzo (Placid und Muzo) ist eine Reihe von Comics mit kurzen Gags mit anthropomorphen Tieren. Die Hauptfiguren sind Hubert und Muzo, ein Bär und ein Fuchs. Sie sind enge Freunde, geraten aber oft in Konflikt.

## Veröffentlichungsgeschichte
Der Comicstrip wurde im Jahr 1946 von Zeichner José Cabrero Arnal und Autor Pierre Olivier geschaffen, bevor er von Jacques Nicolaou übernommen wurde. Ursprünglich wurde der Comicstrip im Comicmagazin Vaillant und im Comicmagazin Pif Gadget veröffentlicht. Von Hubert und Muzo wurden in den 1980er Jahren auch Comic-Taschenbücher veröffentlicht. Für die neuen Version der Zeitung Pif Gadget wurde der Comic bis 2008 wiederbelebt.
In Deutschland erschienen Hubert und Muzo von 1981 bis 1983 in diversen Ausgaben des Comicmagazines Yps.

## Inhalt
Die Geschichten sind kurz und an ein junges Publikum gerichtet. In der Taschenbuchversion waren die Abenteuer von Hubert und Muzo jeden Monat einem bestimmten Themen unterworfen, so dass der Leser seine Helden in einem bestimmten Kontext (Briefzusteller, Reparaturen aller Art, Tierarzt, Weltraum etc.) erleben konnte.
Figuren
- Hubert ist ein korpulenter Schwarzbär, der in den ersten Comicstrips von Nicolaou eine Weste und eine Hose mit Knöpfen trägt. Später trägt er ein Polohemd. Er ist sehr gierig oder gefräßig und außerdem faul. Es spielt den Narren, aber er erweist sich am Ende oft als cleverer als Muzo.
- Muzo ist ein Fuchs, der Overalls trägt. In späteren Geschichten trägt er auch Polohemden. Muzo ist in der Regel ernster als Hubert und gibt sich ihm gegenüber autoritär. Er zwingt Hubert, eine Arbeit auszuführen oder eine Diät machen. Er hält sich für klug, hat aber oft nicht das letzte Wort.
- Riri und Fifi sind die Neffen von Muzo. Sie erscheinen manchmal in ihren Abenteuern. Sie sehen aus wie ihr Onkel in Miniatur. Sie sind ziemlich clever und einfallsreich, werden aber regelmäßig die Opfer des Geizes ihres Onkels.
- Tib: Der Neffe von Hubert. Er ist ein Panda. Tib zeichnet sich durch Intelligenz und Einfallsreichtum aus und steckt seine Nase immer in Bücher.
- Die Eltern von Tib sind zwei Pandas. Der Vater ist so dick wie Hubert, die Mutter jedoch dünn. Sie mögen es lieber, wenn ihr Sohn draußen spielt, anstatt immer zu lernen. Sie erschien nur in ein paar Taschenbuchcomics über Tib.
- Mecton scheint ein Hund und ein Freund Placid und Muzo sein. Er zeigt ein freundliches Verhalten und ist ein Faulpelz und ein ziemlicher Ausbeuter.
- Professor Grostalent ist ein Erfinder, der eine runde Brille sowie manchmal eine Bluse und einen Hut verdreht trägt. Er erscheint gelegentlich in den Abenteuern von Placid und Muzo, auch wenn Sie selbst nur selten die Früchte seiner Erfindungen sehen können. Es wird in Form eines Hundes (eines Pudel) gezeigt.
- Pif erschien in einem einzigen Comicstrip eines Taschenbuches.
- Der Bruder von Muzo kommt auch in einem Comicstrip vor. Er hat mehr Haare als Muzo und trägt keine Kleidung.
- Monsieur und Madame tout-le-monde sind menschliche Figuren, die gelegentlich an den Geschichten beteiligt sind.